# Збірна Нідерландів з футболу
Збірна Нідерландів з футболу (нід. Nederlands voetbalelftal) — національна збірна команда, що представляє Нідерланди на міжнародних змаганнях з футболу. Підпорядковується Футбольній федерації Нідерландів.
Починаючи з 1970-х, належить до лідерів європейського футболу. Двічі поспіль, у 1974 і 1978 роках, ставала віцечемпіоном світу, згодом повторила це досягнення у 2010. Чемпіон Європи 1988 року.
Станом на 28 листопада 2024 посідає 7-e місце у рейтингу футбольних збірних світу.

## Історія
Футбол у Нідерландах був завжди дуже популярний. Грати в нього голландці почали в 1865 році, завдяки англійським емігрантам. У 1889 році заснована Королівська Нідерландська футбольна асоціація, що до середини XX століття об'єднувала виключно любителів: професійний футбол у Нідерландах з'явився в 1953 році.

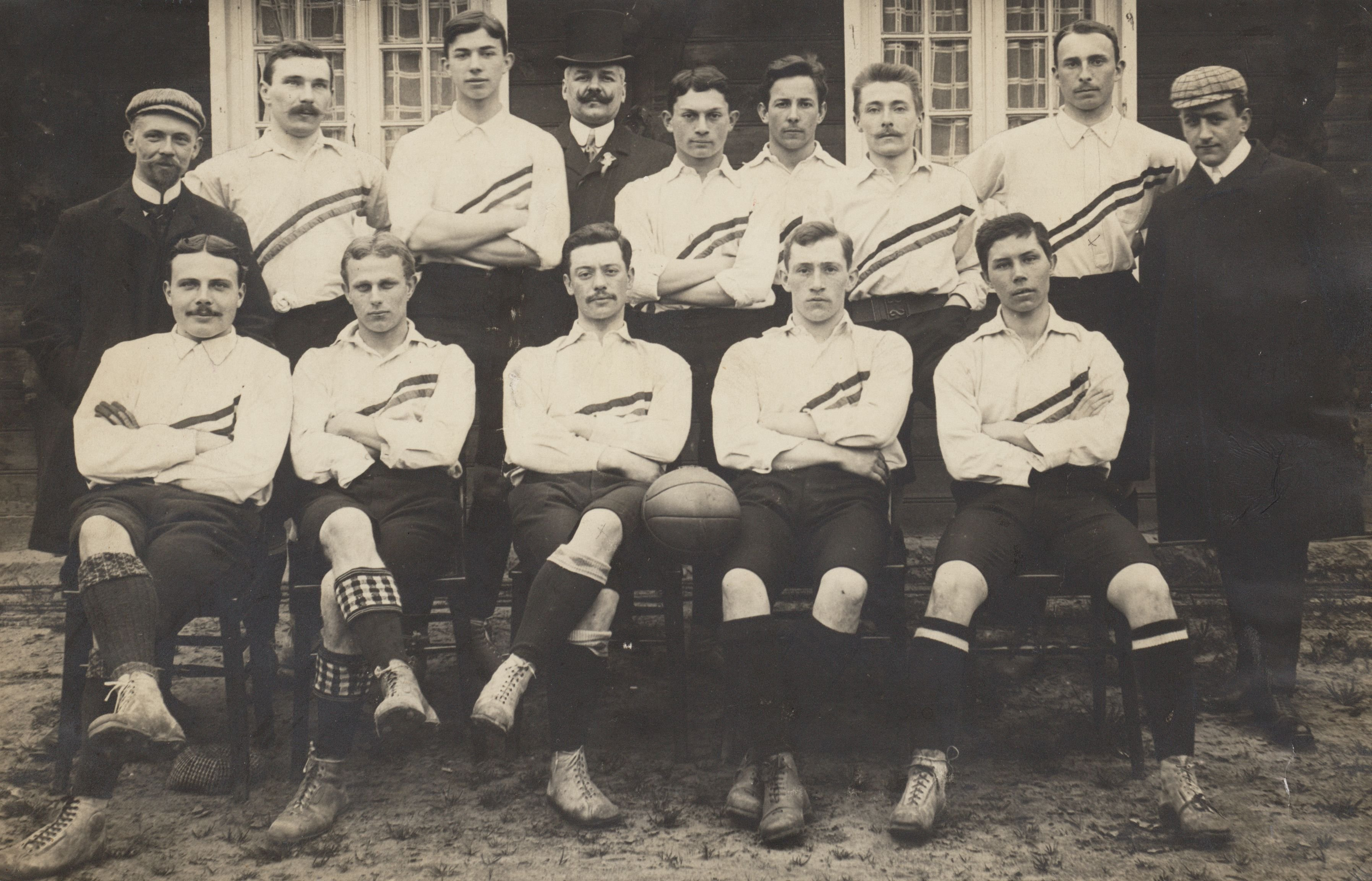
Склад збірної Голландії перед першим міжнародним матчем

На початку минулого століття нідерландці були серед сильних любительських збірних. Свою першу міжнародну гру вони провели 30 квітня 1905 року й добилися перемоги (4:1) над своїми сусідами бельгійцями.
Збірна Нідерландів виходила в півфінал на Олімпійських іграх з 1908 по 1924 роки, завоювавши бронзові медалі. Нідерландська збірна не взяла участі в першому в історії чемпіонаті світу в 1930 році. На Чемпіонатах світу 1934 і 1938 років збірна Нідерландів зазнала поразки в першому випадку від швейцарців, а потім — від збірної Чехословаччини.
Після Другої світової війни результати збірної стали ще гіршими; багато футболістів підписали контракти з іноземними клубами, за що, відповідно до ухвали ФАКН, були виключені з лав збірної.
За п'ять післявоєнних років голландці здобули тільки одну перемогу. І лише з 1954 року збірна Нідерландів, складена з жителів країни і її колоній, знову стала радувати своїх уболівальників перемогами в престижних турнірах.
На рубежі 60‑х і 70‑х нідерландцям вдалося побудувати, як вважають фахівці, одну з найкращих команд в історії світового футболу. У 70‑х роках ХХ століття в голландський футбол прийшло нове покоління. Ядро збірної Нідерландів становили гравці «Аякса» Йохан Неєскенс, Арі Хаан, Рууд Крол, Вім Сурбієр, Йоган Кройф, гравці «Фейєноорда» Вім Ван Ханегем і Вім Янсен. Тренером команди був Рінус Міхелс, який спочатку з «Аяксом» за вісім років шість разів виграв чемпіонат країни і тричі поспіль Кубок Європейських чемпіонів. Очоливши національну збірну, Рінус Міхелс в 1974 році привів команду до фіналу світової першості.
У 1976 році збірна Нідерландів на Чемпіонаті Європи посіла третє місце, в 1978 році голландці програли у вирішальному матчі аргентинцям з рахунком 1:3. Команда грала вже з іншим наставником — Ернстом Гаппелем. Обидва рази збірна Нідерландів програвала — спочатку збірній ФРН, а пізніше команді Аргентини — і це при тому, що, на думку фахівців, голландці показували футбол найвищого рівня.
У 1988 році збірна Нідерландів завоювала перший титул — чемпіона Європи, обігравши в фіналі збірну СРСР 2:0.

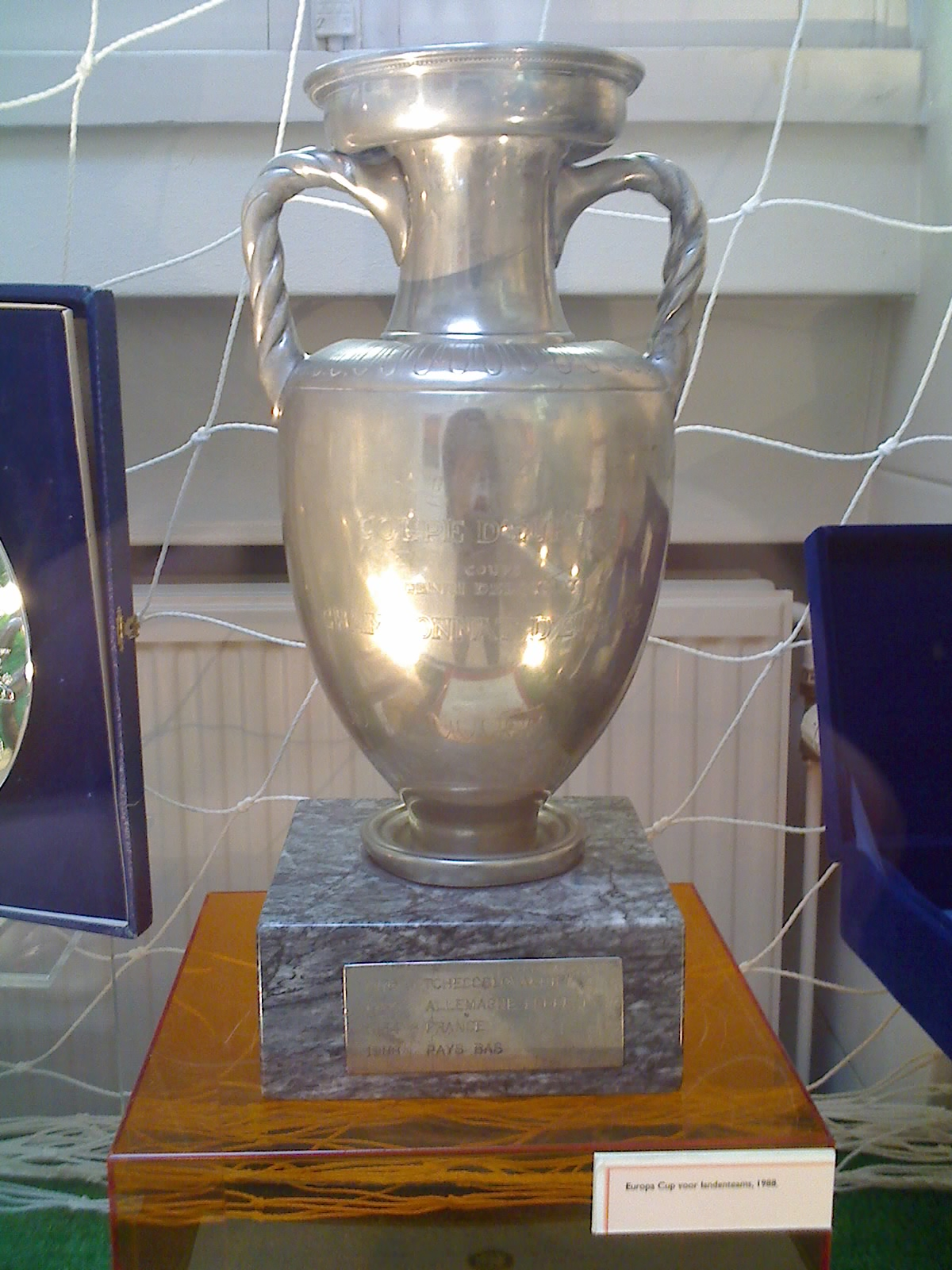
Трофей 1988 в Амстердамі

На Чемпіонатах світу 1990, 1994 і 1998 років голландці залишилися без нагород.
У Чемпіонаті світу 1998 року команда Нідерландів, до складу якої входили Патрік Клюйверт, Едгар Давідс, Денніс Бергкамп, вийти у фінал так і не змогла, поступившись у півфіналі турніру бразильцям (2:4).
На Чемпіонаті Європи в 2004 році збірна під керівництвом Діка Адвокаата, дійшовши до півфіналу, поступилася господарям турніру португальцям — 1:2.
Дік Адвокаат залишив тренерську посаду. Йому на зміну прийшов Марко ван Бастен.
3 березня 2008 року стало відомо, що новим головним тренером збірної Нідерландів з футболу стане Берт ван Марвейк, що час очолює «Фейєнорд» з Роттердама. Після чемпіонату Європи 2008 року він змінив попереднього наставника національної команди Марко ван Бастена, що оголосив про свою відставку на початку грудня 2007 року. Федерація футболу Нідерландів (KNVB) оголосила, що контракт з ван Марвейком, розрахований на два роки, набрав чинності 1 липня 2008 року.

### Поточний склад
Наступні 26 гравців були оголошені у списку збірної для участі у Євро-2024.
Вік гравців наведено на день початку змагання (14 червня 2024 року), дані про кількість матчів і голів — на 17 травня 2024 року.
| №  | Поз. | Гравець                    | Дата народження (вік)        | Ігри | Голи | Клуб                     |
| -- | ---- | -------------------------- | ---------------------------- | ---- | ---- | ------------------------ |
| 1  | ВР   | Барт Вербрюгген            | 18 серпня 2002 (22 роки)     | 5    | 0    | Брайтон енд Гоув Альбіон |
| 23 | ВР   | Марк Флеккен               | 13 червня 1993 (31 рік)      | 7    | 0    | Брентфорд                |
| 13 | ВР   | Джастін Бейло              | 22 січня 1998 (27 років)     | 8    | 0    | Феєнорд                  |
|    |      |                            |                              |      |      |                          |
| 2  | ЗХ   | Лютсарел Гертрейда         | 18 липня 2000 (24 роки)      | 7    | 0    | Феєнорд                  |
| 3  | ЗХ   | Маттейс де Лігт            | 12 серпня 1999 (25 років)    | 44   | 2    | Баварія (Мюнхен)         |
| 4  | ЗХ   | Вірджил ван Дейк (капітан) | 8 липня 1991 (33 роки)       | 66   | 7    | Ліверпуль                |
| 5  | ЗХ   | Натан Аке                  | 18 лютого 1995 (30 років)    | 44   | 5    | Манчестер Сіті           |
| 17 | ЗХ   | Дейлі Блінд                | 9 березня 1990 (35 років)    | 106  | 3    | Жирона                   |
| 12 | ЗХ   | Жеремі Фрімпонг            | 10 грудня 2000 (24 роки)     | 2    | 0    | Баєр 04                  |
| 22 | ЗХ   | Дензел Дюмфріс             | 18 квітня 1996 (28 років)    | 52   | 6    | Інтернаціонале           |
| 15 | ЗХ   | Мікі ван де Вен            | 19 квітня 2001 (23 роки)     | 2    | 0    | Тоттенгем Готспур        |
| 6  | ЗХ   | Стефан де Врей             | 5 лютого 1992 (33 роки)      | 62   | 3    | Інтернаціонале           |
|    |      |                            |                              |      |      |                          |
| 24 | ПЗ   | Єрді Схаутен               | 12 січня 1997 (28 років)     | 3    | 0    | ПСВ Ейндговен            |
| 7  | ПЗ   | Хаві Сімонс                | 21 квітня 2003 (21 рік)      | 13   | 0    | РБ Лейпциг               |
| 8  | ПЗ   | Джорджиньо Вейналдум       | 11 листопада 1990 (34 роки)  | 91   | 28   | Аль-Іттіфак              |
| 14 | ПЗ   | Тейяні Рейндерс            | 29 липня 1998 (26 років)     | 8    | 1    | Мілан                    |
| 16 | ПЗ   | Джої Верман                | 19 листопада 1998 (26 років) | 8    | 1    | ПСВ Ейндговен            |
| 20 | ПЗ   | Тен Копмейнерс             | 28 лютого 1998 (27 років)    | 21   | 2    | Аталанта                 |
| 26 | ПЗ   | Раян Гравенберх            | 16 травня 2002 (22 роки)     | 11   | 1    | Ліверпуль                |
| 21 | ПЗ   | Френкі де Йонг             | 12 травня 1997 (27 років)    | 54   | 2    | Барселона                |
|    |      |                            |                              |      |      |                          |
| 9  | НП   | Ваут Веггорст              | 7 серпня 1992 (32 роки)      | 31   | 9    | Гоффенгайм 1899          |
| 10 | НП   | Мемфіс Депай               | 13 лютого 1994 (31 рік)      | 90   | 44   | Атлетіко (Мадрид)        |
| 11 | НП   | Коді Гакпо                 | 7 травня 1999 (25 років)     | 23   | 9    | Ліверпуль                |
| 18 | НП   | Доніелл Мален              | 19 січня 1999 (26 років)     | 30   | 6    | Боруссія (Дортмунд)      |
| 25 | НП   | Стевен Бергвейн            | 8 жовтня 1997 (27 років)     | 32   | 8    | Аякс                     |
| 19 | НП   | Браян Броббі               | 1 лютого 2002 (23 роки)      | 1    | 0    | Аякс                     |

## Кольори

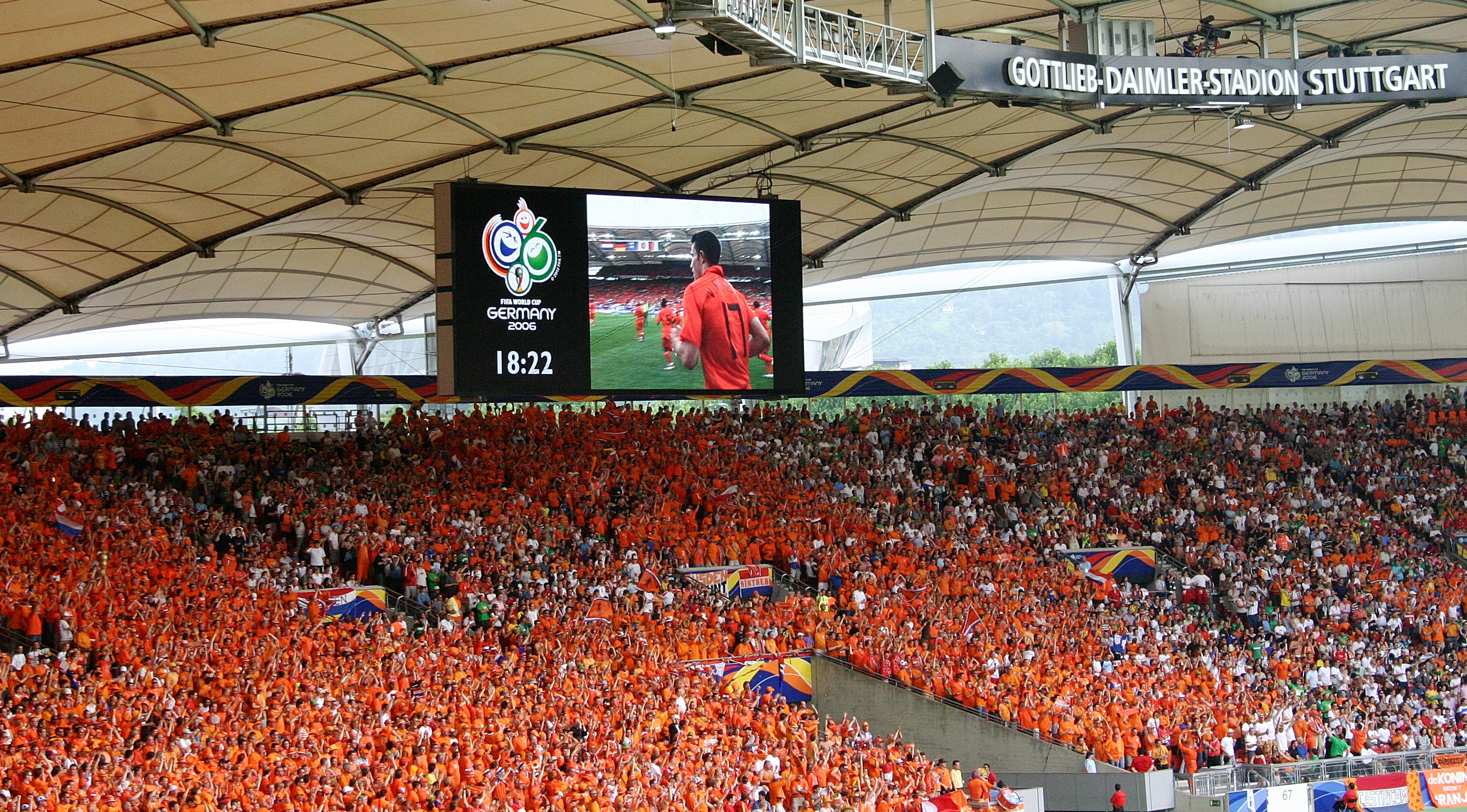
Голландські фани в традиційних кольорах на матчі ЧС 2006 у Штутгарті

Традиціні кольори Голландської збірної і Голландії — помаранчеві, пов'язані з гербом першого правителя Нідерландів Вільгельмом I Оранським.

## Форма
| 1974         | 1978          | 1988         | 1990          | 1994 Домашня | 1994 Гостьова | 1998 Домашня            | 1998 Гостьова            | 2000 Домашня | 2000 Гостьова |
| 2006 Домашня | 2006 Гостьова | 2008 Домашня | 2008 Гостьова | 2010 Домашня | 2010 Гостьова | 2010 Спеціальна домашня | 2010 Спеціальна гостьова | 2012 Домашня | 2012 Гостьова |

## Досягнення команди
Господарі       Переможці       Фіналісти       Третє місце       Четверте місце  

### Чемпіонати світу
| Чемпіонат світу | Чемпіонат світу         | Чемпіонат світу         | Чемпіонат світу         | Чемпіонат світу         | Чемпіонат світу         | Чемпіонат світу         | Чемпіонат світу         | Чемпіонат світу         |                         | Кваліфікація    | Кваліфікація    | Кваліфікація    | Кваліфікація    | Кваліфікація    | Кваліфікація    | Кваліфікація |
| Рік             | Раунд                   | Місце                   | І                       | В                       | Н                       | П                       | М+                      | М-                      | І                       | В               | Н               | П               | М+              | М-              |                 |              |
| --------------- | ----------------------- | ----------------------- | ----------------------- | ----------------------- | ----------------------- | ----------------------- | ----------------------- | ----------------------- | ----------------------- | --------------- | --------------- | --------------- | --------------- | --------------- | --------------- | ------------ |
| 1930            | Не брали участі         | Не брали участі         | Не брали участі         | Не брали участі         | Не брали участі         | Не брали участі         | Не брали участі         | Не брали участі         | Не брали участі         | Не брали участі | Не брали участі | Не брали участі | Не брали участі | Не брали участі | Не брали участі |              |
| 1934            | 1/8 фіналу              | 9                       | 1                       | 0                       | 0                       | 1                       | 2                       | 3                       | 2                       | 2               | 0               | 0               | 9               | 4               |                 |              |
| 1938            | 1/8 фіналу              | 14                      | 1                       | 0                       | 0                       | 1                       | 0                       | 3                       | 2                       | 1               | 1               | 0               | 5               | 1               |                 |              |
| 1950            | Не брали участі         | Не брали участі         | Не брали участі         | Не брали участі         | Не брали участі         | Не брали участі         | Не брали участі         | Не брали участі         | Не брали участі         | Не брали участі | Не брали участі | Не брали участі | Не брали участі | Не брали участі | Не брали участі |              |
| 1954            | Не брали участі         | Не брали участі         | Не брали участі         | Не брали участі         | Не брали участі         | Не брали участі         | Не брали участі         | Не брали участі         | Не брали участі         | Не брали участі | Не брали участі | Не брали участі | Не брали участі | Не брали участі | Не брали участі |              |
| 1958            | Не пройшли кваліфікацію | Не пройшли кваліфікацію | Не пройшли кваліфікацію | Не пройшли кваліфікацію | Не пройшли кваліфікацію | Не пройшли кваліфікацію | Не пройшли кваліфікацію | Не пройшли кваліфікацію | Не пройшли кваліфікацію | 4               | 2               | 1               | 1               | 12              | 7               |              |
| 1962            | Не пройшли кваліфікацію | Не пройшли кваліфікацію | Не пройшли кваліфікацію | Не пройшли кваліфікацію | Не пройшли кваліфікацію | Не пройшли кваліфікацію | Не пройшли кваліфікацію | Не пройшли кваліфікацію | Не пройшли кваліфікацію | 3               | 0               | 2               | 1               | 4               | 7               |              |
| 1966            | Не пройшли кваліфікацію | Не пройшли кваліфікацію | Не пройшли кваліфікацію | Не пройшли кваліфікацію | Не пройшли кваліфікацію | Не пройшли кваліфікацію | Не пройшли кваліфікацію | Не пройшли кваліфікацію | Не пройшли кваліфікацію | 6               | 2               | 2               | 2               | 6               | 4               |              |
| 1970            | Не пройшли кваліфікацію | Не пройшли кваліфікацію | Не пройшли кваліфікацію | Не пройшли кваліфікацію | Не пройшли кваліфікацію | Не пройшли кваліфікацію | Не пройшли кваліфікацію | Не пройшли кваліфікацію | Не пройшли кваліфікацію | 6               | 3               | 1               | 2               | 9               | 5               |              |
| 1974            | Фіналісти               | 2                       | 7                       | 5                       | 1                       | 1                       | 15                      | 3                       | 6                       | 4               | 2               | 0               | 24              | 2               |                 |              |
| 1978            | Фіналісти               | 2                       | 7                       | 3                       | 2                       | 2                       | 15                      | 10                      | 6                       | 5               | 1               | 0               | 11              | 3               |                 |              |
| 1982            | Не пройшли кваліфікацію | Не пройшли кваліфікацію | Не пройшли кваліфікацію | Не пройшли кваліфікацію | Не пройшли кваліфікацію | Не пройшли кваліфікацію | Не пройшли кваліфікацію | Не пройшли кваліфікацію | Не пройшли кваліфікацію | 8               | 4               | 1               | 3               | 11              | 7               |              |
| 1986            | Не пройшли кваліфікацію | Не пройшли кваліфікацію | Не пройшли кваліфікацію | Не пройшли кваліфікацію | Не пройшли кваліфікацію | Не пройшли кваліфікацію | Не пройшли кваліфікацію | Не пройшли кваліфікацію | Не пройшли кваліфікацію | 8               | 4               | 1               | 3               | 13              | 7               |              |
| 1990            | 1/8 фіналу              | 15                      | 4                       | 0                       | 3                       | 1                       | 3                       | 4                       | 6                       | 4               | 2               | 0               | 8               | 2               |                 |              |
| 1994            | Чвертьфінал             | 7                       | 5                       | 3                       | 0                       | 2                       | 8                       | 6                       | 10                      | 6               | 3               | 1               | 29              | 9               |                 |              |
| 1998            | Четверте місце          | 4                       | 7                       | 3                       | 3                       | 1                       | 13                      | 7                       | 8                       | 6               | 1               | 1               | 26              | 4               |                 |              |
| 2002            | Не пройшли кваліфікацію | Не пройшли кваліфікацію | Не пройшли кваліфікацію | Не пройшли кваліфікацію | Не пройшли кваліфікацію | Не пройшли кваліфікацію | Не пройшли кваліфікацію | Не пройшли кваліфікацію | Не пройшли кваліфікацію | 10              | 6               | 2               | 2               | 30              | 9               |              |
| 2006            | 1/8 фіналу              | 11                      | 4                       | 2                       | 1                       | 1                       | 3                       | 2                       | 12                      | 10              | 2               | 0               | 27              | 3               |                 |              |
| 2010            | Фіналісти               | 2                       | 7                       | 6                       | 0                       | 1                       | 12                      | 6                       | 8                       | 8               | 0               | 0               | 17              | 2               |                 |              |
| 2014            | Третє місце             | 3                       | 7                       | 5                       | 2                       | 0                       | 15                      | 4                       | 10                      | 9               | 1               | 0               | 34              | 5               |                 |              |
| 2018            | Не пройшли кваліфікацію | Не пройшли кваліфікацію | Не пройшли кваліфікацію | Не пройшли кваліфікацію | Не пройшли кваліфікацію | Не пройшли кваліфікацію | Не пройшли кваліфікацію | Не пройшли кваліфікацію | Не пройшли кваліфікацію | 10              | 6               | 1               | 3               | 21              | 12              |              |
| 2022            | Чвертьфінал             | 5                       | 5                       | 3                       | 2                       | 0                       | 10                      | 4                       | 10                      | 7               | 2               | 1               | 33              | 8               |                 |              |
| 2026            | Н/Д                     | Н/Д                     | Н/Д                     | Н/Д                     | Н/Д                     | Н/Д                     | Н/Д                     | Н/Д                     | Н/Д                     | Н/Д             | Н/Д             | Н/Д             | Н/Д             | Н/Д             | Н/Д             |              |
| Загалом         | Фіналісти               | 11/22                   | 55                      | 30                      | 14                      | 11                      | 96                      | 52                      | 135                     | 89              | 26              | 20              | 329             | 101             |                 |              |

### Чемпіонати Європи
| Чемпіонати Європи з футболу | Чемпіонати Європи з футболу | Чемпіонати Європи з футболу | Чемпіонати Європи з футболу | Чемпіонати Європи з футболу | Чемпіонати Європи з футболу | Чемпіонати Європи з футболу | Чемпіонати Європи з футболу | Чемпіонати Європи з футболу |
| Рік                         | Раунд                       | Місце                       | І                           | В                           | Н                           | П                           | М+                          | М-                          |
| --------------------------- | --------------------------- | --------------------------- | --------------------------- | --------------------------- | --------------------------- | --------------------------- | --------------------------- | --------------------------- |
| 1960                        | не брала участі             | не брала участі             | не брала участі             | не брала участі             | не брала участі             | не брала участі             | не брала участі             | не брала участі             |
| 1964                        | не кваліфікувалася          | не кваліфікувалася          | не кваліфікувалася          | не кваліфікувалася          | не кваліфікувалася          | не кваліфікувалася          | не кваліфікувалася          | не кваліфікувалася          |
| 1968                        | не кваліфікувалася          | не кваліфікувалася          | не кваліфікувалася          | не кваліфікувалася          | не кваліфікувалася          | не кваліфікувалася          | не кваліфікувалася          | не кваліфікувалася          |
| 1972                        | не кваліфікувалася          | не кваліфікувалася          | не кваліфікувалася          | не кваліфікувалася          | не кваліфікувалася          | не кваліфікувалася          | не кваліфікувалася          | не кваліфікувалася          |
| 1976                        | 1/2                         | 3                           | 2                           | 1                           | 0                           | 1                           | 4                           | 5                           |
| 1980                        | груповий етап               | 5                           | 3                           | 1                           | 1                           | 1                           | 4                           | 4                           |
| 1984                        | не кваліфікувалася          | не кваліфікувалася          | не кваліфікувалася          | не кваліфікувалася          | не кваліфікувалася          | не кваліфікувалася          | не кваліфікувалася          | не кваліфікувалася          |
| 1988                        | чемпіон                     | 1                           | 5                           | 4                           | 0                           | 1                           | 8                           | 3                           |
| 1992                        | 1/2                         | 3                           | 4                           | 2                           | 2                           | 0                           | 6                           | 3                           |
| 1996                        | 1/4                         | 8                           | 4                           | 1                           | 2                           | 1                           | 3                           | 4                           |
| 2000                        | 1/2                         | 3                           | 5                           | 4                           | 1                           | 0                           | 13                          | 3                           |
| 2004                        | 1/2                         | 4                           | 5                           | 1                           | 2                           | 2                           | 7                           | 6                           |
| 2008                        | 1/4                         | 6                           | 4                           | 3                           | 0                           | 1                           | 10                          | 4                           |
| 2012                        | груповий етап               | 15                          | 3                           | 0                           | 0                           | 3                           | 2                           | 5                           |
| 2016                        | не кваліфікувалася          | не кваліфікувалася          | не кваліфікувалася          | не кваліфікувалася          | не кваліфікувалася          | не кваліфікувалася          | не кваліфікувалася          | не кваліфікувалася          |
| 2020                        | 1/8                         | 9                           | 4                           | 3                           | 0                           | 1                           | 8                           | 4                           |
| 2024                        | 1/2                         | 3                           | 6                           | 3                           | 1                           | 2                           | 10                          | 7                           |
| Усього                      | 1 титул                     | 11/17                       | 45                          | 23                          | 9                           | 13                          | 75                          | 48                          |

### Ліга націй УЄФА
| Ліга націй УЄФА | Ліга націй УЄФА | Ліга націй УЄФА | Ліга націй УЄФА | Ліга націй УЄФА | Ліга націй УЄФА | Ліга націй УЄФА | Ліга націй УЄФА | Ліга націй УЄФА | Ліга націй УЄФА | Ліга націй УЄФА |
| Рік             | Ліга            | Група           | І               | В               | Н               | П               | М+              | М-              | П/П             | Рей             |
| --------------- | --------------- | --------------- | --------------- | --------------- | --------------- | --------------- | --------------- | --------------- | --------------- | --------------- |
| 2018—19         | A               | 1               | 4               | 2               | 1               | 1               | 8               | 4               | ▬               | 2-е             |
| 2020—21         | A               | 1               | 6               | 3               | 2               | 1               | 7               | 4               | ▬               | 6-е             |
| 2022—23         | A               | 4               | 6               | 5               | 1               | 0               | 14              | 6               | ▬               | 4-е             |
| Усього          | Усього          | Усього          | 20              | 11              | 4               | 5               | 31              | 23              |                 |                 |